# 埃及航空648號班機劫機事件
埃及航空648號班機劫機事件是發生於1985年11月23日，三名阿拉伯恐怖分子劫持埃及航空648號班機欲前往利比亞的事件。

## 經過
1985年11月23日當地時間20時5分，埃及航空一架波音737-266客機從希臘雅典國際機場起飛，目的地為埃及開羅。起飛15分鐘後，坐在前排的一名巴勒斯坦青年和其後排的一名埃及青年突然站起來，並掏出槍和手榴彈，說：“不許動！飛機被我們接管了！”，随即戴上面具。站在駕駛室旁的第3名恐怖分子衝進駕駛室，用槍命令機長飛往利比亞。機長稱燃料不足，劫機者命令改飛馬耳他。2小時11分鐘後，飛機於盧加機場降落。

## 談判
飛機停下後，恐怖分子先後將多名人質殺死，並提出加油的要求，但馬耳他方面卻拒絕。談判開始時，劫機者只同意與利比亞方面談判，利比亞大使在機場指揮塔通過無線電對講機只重覆利比亞政府的態度：“由於發生流血事件，利比亞不願接受這架客機”。

## 突襲
談判結束後，埃及政府決定採取突襲行動，派出25名突擊隊員飛往馬耳他；美國亦派出3名反恐專家予以協助。24日晚上8時15分，埃及總统穆巴拉克正式下達突襲命令，整個拯救人質的行動持續約10分鐘。然而在突襲期間由於錯誤判斷，使得機上56名人質（54名乘客以及2名機組人員）在突襲中遭到誤殺。兩名劫機者也在突襲期間被擊斃。

## 傷亡
事件最後造成60人死亡，28人受傷，其中2人被劫機者殺死，其餘58人（包括兩名劫機者）在解救人質中被擊斃。由於交戰過程中曾投擲多枚手榴彈，導致飛機損毀嚴重而報廢。

## 外部連結
- AirDisaster.Com 報導
- Aviation Safety Network 的報告（页面存档备份，存于）
- 被脅持的客機，攝於當日的馬耳他盧加機場。 （页面存档备份，存于）